# 田舞陽
舞陽（英語：UYAN TIEN，1985年08月01日—），台灣演藝圈的模特兒、演員、節目主持人，出生於巴西薩爾瓦多，華裔混血兒。早期來台研讀針灸、運動員物理治療師課程，後被星探發掘拍攝五月天stayreal服飾品牌而開始踏入模特兒圈，之後到中國大陸、香港、泰國等地區發展，現為是各大品牌活動邀約嘉賓及節目主持人，與潘慧如《姊的時代》剪輯片段「火辣莉莎姊與混血男模」創下了6.1億的觀看次數，拿下「華語地區觀看次數最多的YouTube影片」，2022年首次拍攝電子寫真書《純粹》。 2024年主持三立台灣台週四旅遊行腳節目「linking 368 Taiwan」

## 生平
2015年加入二分之一強成為固定型男班底，同年成為貴州衛視非常完美男嘉賓，2016年至今開始活耀於各大綜藝節目，曾參與《小明星大跟班》、《綜藝大熱門》、《型男大主廚》、《綜藝玩很大》、《命運好好玩》、《女人我最大》、《綜藝大集合》、《健康2.0》、《11點熱吵店》和《同學來了》等等。2017年參加舞力全開年度國標舞第二名。2019年首次主持10點黃金時段東森超視-請問 今晚住誰家同年主持民視新聞台英語旅遊節目TIME FOR TAIWAN，2020年三立《姊的時代》「火辣莉莎姊與混血男模」片段拿下「華語地區觀看次數最多的YouTube影片」目前6.3億且點閱率持續增加中2022年推出首本電子寫真書《純粹》。2024年主持三立台灣台週四旅遊行腳節目「linking 368 Taiwan」

## 主持
- 三立台灣台-linking 368 Taiwan
- 東森超視-請問 今晚住誰家
- 民視-TIME FOR TAIWAN

## 代言
- 澡享沐浴乳代言人
- J!NS眼鏡代言人
- MIGNON氣炸鍋代言人
- 香港美心月餅品牌好友

## 廣告
- 《Olympus》XZ-10
- 《Eclipse Mints》
- 《澡享沐浴乳》
- 《善存》
- 《Eclipse Mints》 （香港/馬拉西亞/新加坡）
- 《曼谷航空》
- 《華納婚紗》
- 《3M》廣告
- 《ASICS亞瑟士》
- 《7-11》
- 《三星》

## 戲劇作品

### 電影
- 2018年《搖滾殺人事件》

### 電視劇
| 年份   | 頻道       | 劇名         | 角色     |
| 2018年 | 三立都會台 | 《姊的時代》 | 混血男模 |
| 2021年 | 三立台灣台 | 《天之驕女》 | Roger    |

### 寫真書
2022年 田舞陽【純粹】

## 外部連結
- TVBS 頂尖事務所 - 田舞陽 （页面存档备份，存于）